# Diocèse de Muzucensis de Proconsulaire
Le diocèse de Muzucensis de Proconsulaire ( en Latin: Dioecesis Muzucensis in Proconsulari) est un siège épiscopal d'Afrique du Nord supprimé au Ve siècle et restauré en 1969 comme siège titulaire de l'Église catholique.

## Historique
Muzucensis (ou Muzuensis) de Proconsulaire, qui correspond à Henchir Kachoun (aussi orthographié Henchir Khachoum) dans la Tunisie d'aujourd'hui, est un ancien siège épiscopal de la province romaine d'Afrique proconsulaire, l'archidiocèse ecclésiastique de Carthage. Il se distingue du siège épiscopal Muzucensis de Byzacène (Henchir Bechra en Tunisie).
Les documents historiques font état de trois évêques dans le diocèse de Muzucensis de Proconsulaire. 
- Januarius qui a pris part au concile de Carthage en 256 sur l'arbitrage des positions extrémistes de Cyprien de Carthage est situé à Muzucensis de Proconsulaire par André Mesnage, qui suppose que cet évêché a été créé avant celui de même nom en Byzacène[2].
- L'évêque catholique Rufinianus (autre graphie : Rufianus, Rofianus, Rufinus) intervient à la conférence de Carthage de 411, qui réunit l'ensemble des évêques catholiques et donatistes de l'Afrique romaine. Ce Rufinianus a également pris part au Concile de Carthage de 419 dirigé par Saint-Aurelien[3],[1].
- Felix, catholique, participa au synode convoqué par le roi vandale Hunéric en 484[1], après quoi il fut exilé.

Aujourd'hui Muzuca de Proconsulaire survit comme siège titulaire. L'actuel évêque titulaire est Celmo Lazzari.

## Liste des évêques
- Januarius † (mentionné en 256)
- Rufinianus † (avant 411 - après 419)[3]
- Felix † mentionné en 484[1]

## Liste des évêques titulaires
- Serapio Bwemi Magambo † (26 juin 1969 - 16 novembre 1972, évêque auxiliaire de Fort Portal (en) (Ouganda), nommé évêque de Fort Portal)
- Godefroy-Emile Mpwati † (1er septembre 1988 - 10 août 1995 décédé, évêque émérite de Pointe-Noire, Congo)
- Jean Sommeng Vorachak † (21 avril 1997 - juillet 14, 2009 décédé), vicaire apostolique de  Savannakhet (Laos)
- Celmo Lazzari, C. S. I., vicaire apostolique de Napo (Équateur), depuis le 11 juin 2010

## Sources
- (en) Le titulaire du siège dans le site www.catholic-hierarchy.org
- (en) Le titulaire du siège dans le site www.gcatholic.org
- (fr) J. Mesnage L'Afrique chrétienne, Paris, 1912, p. 96